# Cyrian Ravet
Cyrian Ravet (Lyon, 5 de septiembre de 2002) es un deportista francés que compite en taekwondo.
Participó en los Juegos Olímpicos de París 2024, obteniendo una medalla de bronce en la categoría de –58 kg.
En los Juegos Europeos de Cracovia 2023 consiguió una medalla de bronce en la categoría de –58 kg. Ganó dos medallas de oro en el Campeonato Europeo de Taekwondo, en los años 2021 y 2022.

## Palmarés internacional
| Juegos Olímpicos   | Juegos Olímpicos         | Juegos Olímpicos  | Juegos Olímpicos |
| Año                | Lugar                    | Medalla           | Categoría        |
| ------------------ | ------------------------ | ----------------- | ---------------- |
| 2024               | París (Francia)          | Medalla de bronce | –58 kg           |
| Juegos Europeos    |                          |                   |                  |
| Año                | Lugar                    | Medalla           | Categoría        |
| 2023               | Krynica-Zdrój (Polonia)  | Medalla de bronce | –58 kg           |
| Campeonato Europeo |                          |                   |                  |
| Año                | Lugar                    | Medalla           | Categoría        |
| 2021               | Sofía (Bulgaria)         | Medalla de oro    | –58 kg           |
| 2022               | Mánchester (Reino Unido) | Medalla de oro    | –58 kg           |